# Hemaris tityus
Hemaris tityus és una espècie de lepidòpter ditrisi de la família dels esfíngids (Sphingidae) present als Països Catalans. Malgrat que la seva distribució geogràfica és molt ampla, inclosa tota la zona temperada d'Europa i l'Orient Pròxim, és relativament rar, més que Hemaris fuciformis.

## Descripció
Té el cos robust i pilós, de color verd oliva amb dues franges horitzontals a l'abdomen, una negra i una altra de color taronja. L'envergadura és de 40-50 mm.
Com que vola ràpid, es pot confondre fàcilment amb el bufaforats (Macroglossum stellatarum), un altre esfíngid diürn de la mateixa mida molt més comú. La diferencia però rau en el fet que el bufaforats és marronós i les seves ales són opaques, mentre que les ales de Hemaris tityus són transparents. Llevat dels marges negres, no semblen ales de papallona i imiten les dels abellots.

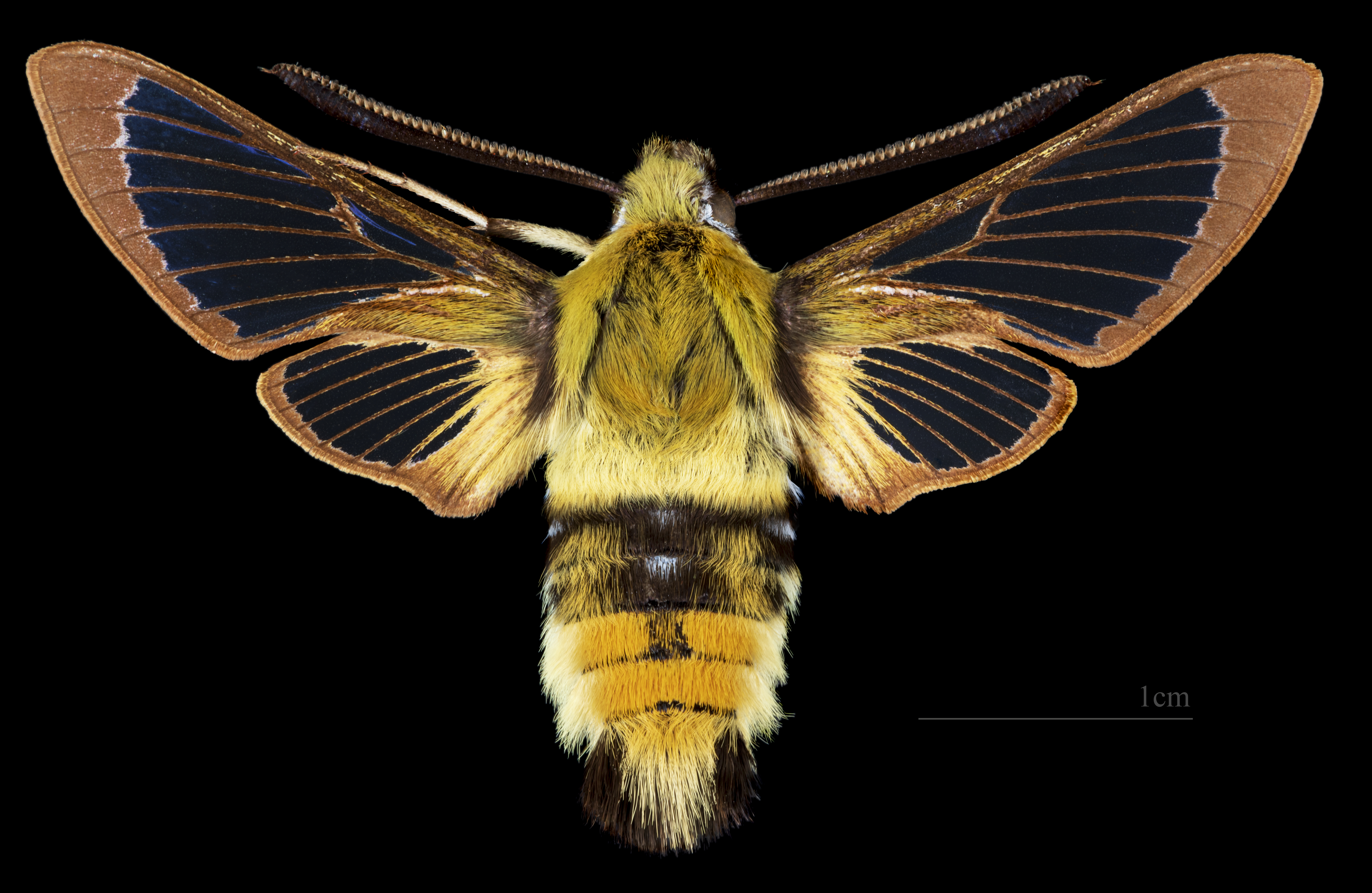
Hemaris tityus ♂
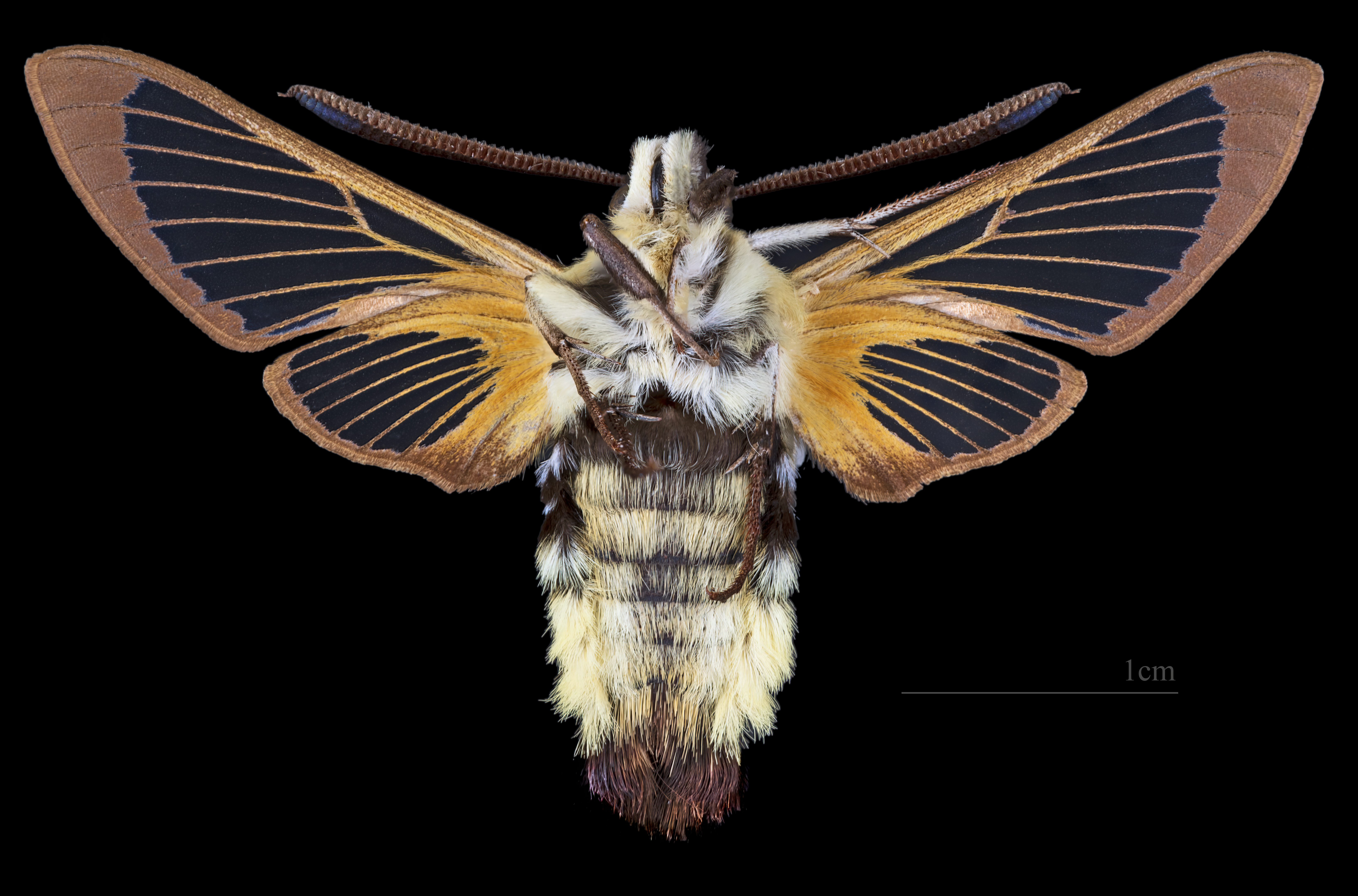
Hemaris tityus ♂ △
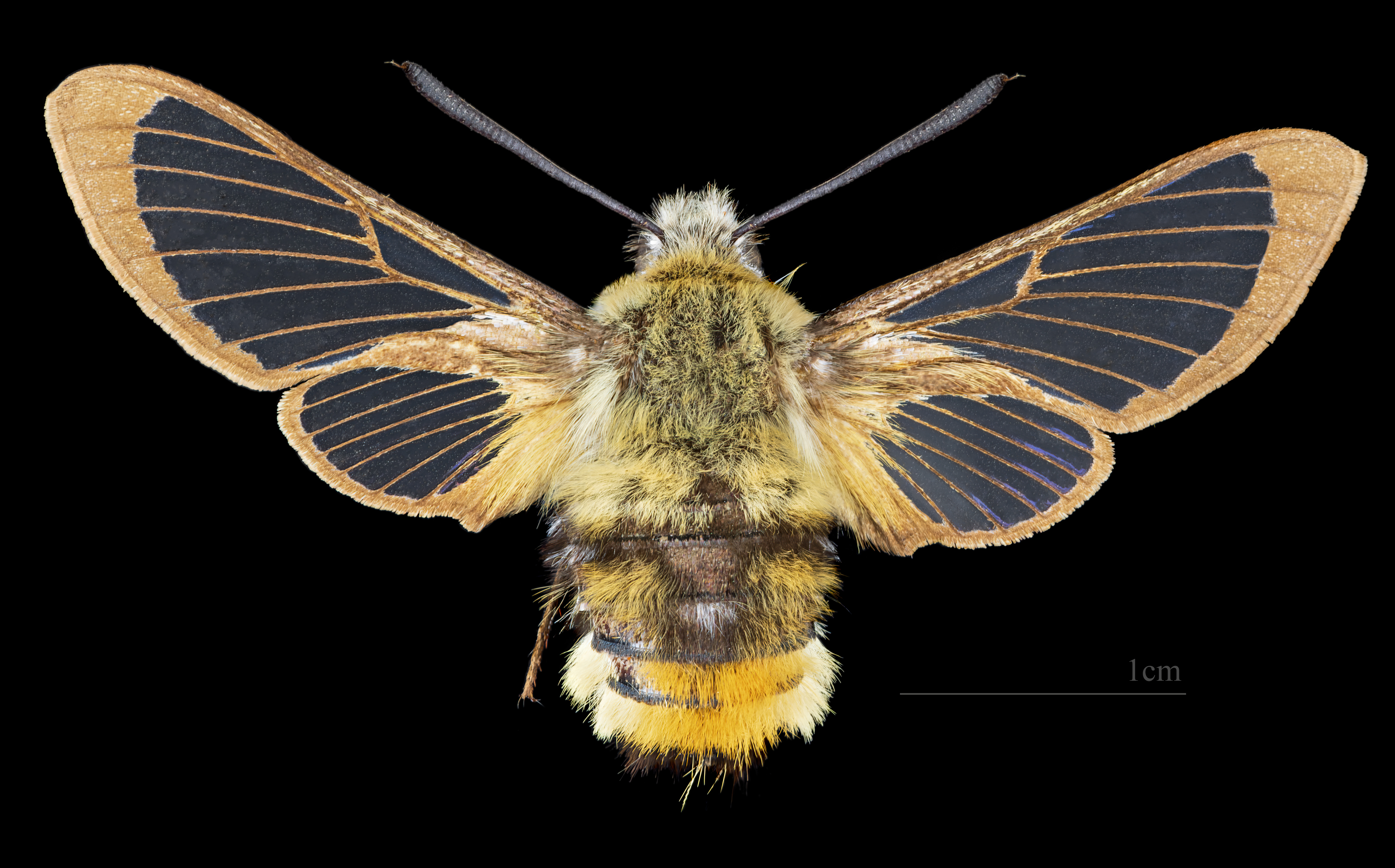
Hemaris tityus ♀
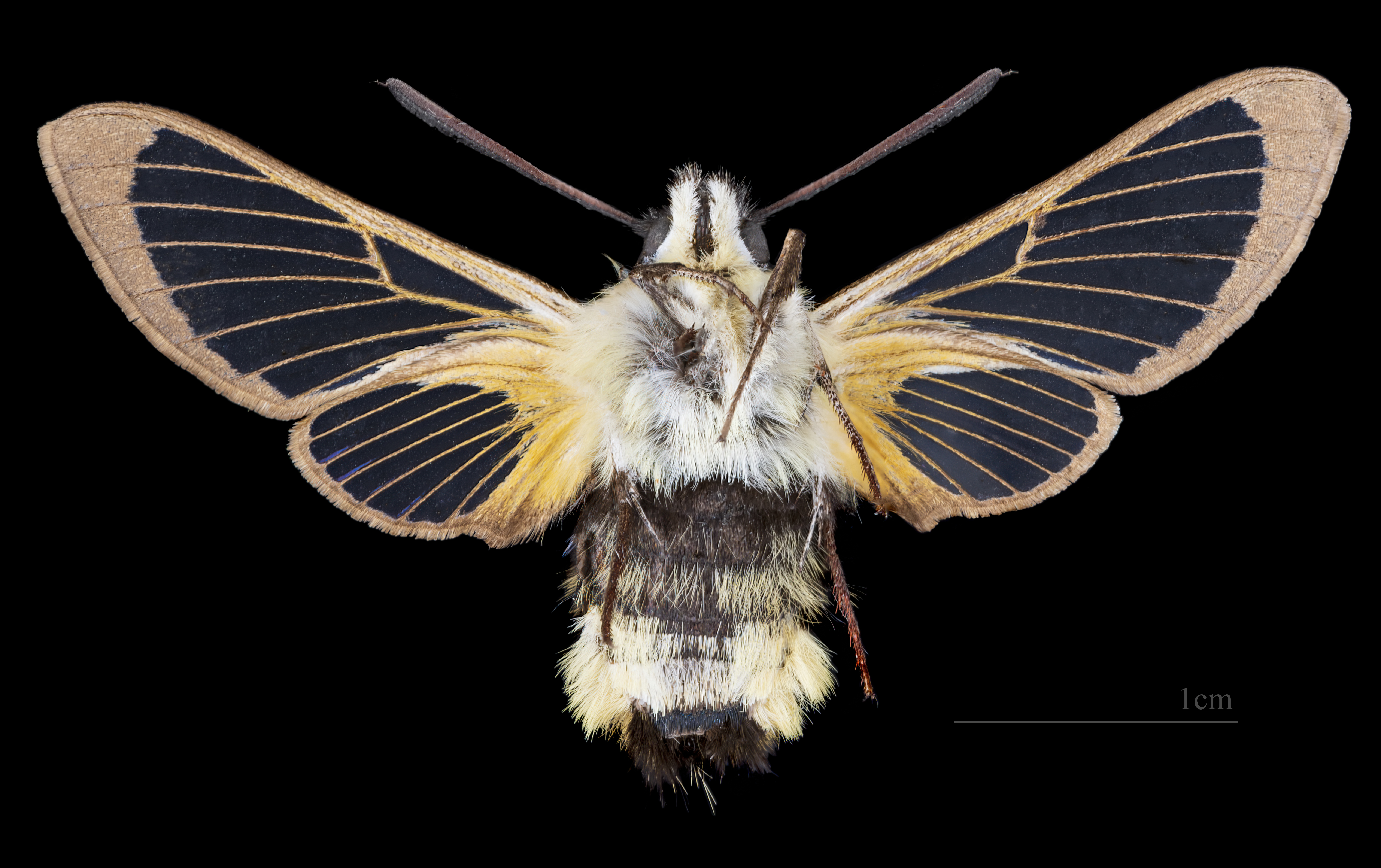
Hemaris tityus ♀ △

## Costums
Apareix a la primavera i es passa el dia libant el nèctar de les flors. Contràriament a molts esfíngids, que són nocturns o vespertins, vola durant el dia, essent més actiu entre abans del migdia i mitja tarda. A diferència del bufaforats, liben les flors recolzant-se amb el primer parell de potes, per tant no manté tot el cos en suspensió a l'aire.
Les erugues mengen les fulles de les plantes mossegada del diable (Succisa pratensis) i vídua borda (Knautia arvensis) que es troben en els erms i camps de conreu extensiu mediterranis. Hi han dades que indiquen que era força abundant cap als anys 1960, però que ha anat desapareixent de forma gradual.

## Espècies relacionades
- Hemaris fuciformis, espècie molt emparentada caracteritzada per la seva franja vermella en comptes de taronja.